# Рябов, Андрей Фёдорович
Андрей Фёдорович Ря́бов (29 октября 1925, Воскресенское, Башкирская АССР — 14 февраля 2004, Ишимбай, Башкортостан) — стрелок 592-го стрелкового полка 203-й стрелковой дивизии 12-й армии 3-го Украинского фронта, рядовой. Герой Советского Союза (1944).

## Биография
Родился 29 октября 1925 года в посёлке городского типа Воскресенское ныне Мелеузовского района Башкирии в крестьянской семье. Русский.
Окончив 8 классов, работал на молокозаводе в городе Мелеузе.
В Красную Армию призван в январе 1943 года Мелеузовским райвоенкоматом Башкирской АССР. На фронте в Великую Отечественную войну с 1943 года.
В марте 1944 года он был ранен в ногу и до сентября находился на излечении в госпиталях Днепропетровска и Челябинска.
После демобилизации жил и работал в Ишимбае. Работал токарем, а затем — контролёром отдела технического контроля на машиностроительном заводе в городе Ишимбае. С 1962 года — на пенсии по инвалидности. Находясь на пенсии, с 1977 по 1988 годы работал в Ишимбае инструктором стрелкового тира.
Умер 14 февраля 2004 года, похоронен в Ишимбае.

## Награды
- Указом Президиума Верховного Совета СССР от 22 февраля 1944 года за образцовое выполнение боевых заданий командования и проявленные при этом геройство и мужество красноармейцу Рябову Андрею Фёдоровичу присвоено звание Героя Советского Союза с вручением ордена Ленина и медали «Золотая Звезда» (№ 6798)[1][2].
- Награждён орденом Отечественной войны 1-й степени[3] (1985), медалями.

Из наградного листа на А. Ф. Рябова:

Участвуя в наступлении на правом берегу р. Днепр 28.09.43 г., когда продвижению нашей наступающей пехоты препятствовала пулемётная точка противника, тов. Рябов, искусно маскируясь, незаметно пробрался к переднему краю противника и гранатами забросал окоп, в котором находилась группа немецких солдат с пулемётом, уничтожив до 10 немецких солдат, захватив в плен 3 немцев с пулемётом.
Отражая ожесточённые контратаки противника, когда немцы пустили в ход танки, тов. Рябов в критический момент сложившейся обстановки для нашей наступающей пехоты, которая была потеснена противником, проявляя мужество и отвагу, подпустив на близкое расстояние танк противника, огнём из ПТР поджёг один танк и сжёг одну бронемашину противника, при этом уничтожил до 10 немецких солдат и офицеров. Спасая своих товарищей, пользуясь темнотой ночи, он вытащил с поля боя трёх раненых бойцов и оказал им помощь.
Тов. Рябов имеет на своём счету убитых 20 немецких солдат, взял в плен 3 немцев.